# Беркова, Елена Сергеевна
Еле́на Серге́евна Бе́ркова (род. 11 марта 1985, Мурманск, РСФСР, СССР) — российская и украинская певица, актриса

, телеведущая. Экс-участница телевизионного шоу «Дом-2», бывшая порноактриса

.

## Биография
Родилась 11 марта 1985 года в Мурманске. В детстве с семьёй переехала в Николаев (Украинская ССР).
Порнокарьеру начала в конце 2003 года со студии Sinsational/Sineplex, ориентированной на западного зрителя. Первые работы — фильмы серии «Brittney’s Perversions» с Бриттни Скай, которая является режиссёром серии. Наибольшую известность на российском рынке получил фильм «Дом 2, или Как заняться любовью с Еленой Берковой» (2004, SP Company).
В 2004 году Беркова приехала к сестре в Санкт-Петербург из Николаева. Работала в вебкамной студии. 56 дней была участницей реалити-шоу «Дом-2» (пришла 12 мая 2004, ушла 7 июля).
Предпоследняя работа в порно — порнофильм российского порнорежиссёра Боба Джека «Амазонки предпочитают викингов» (снят в 2006, поступил в продажу в 2008). Последняя работа в порно — фильм «Berkova&Stoyanov», выпущенный в 2017 году студией «American Pie Production», режиссёр Max Poddubny.
В октябре 2007 года стала ведущей программы «Бесспорно» на телеканале «Муз-ТВ», которую сняли с эфира в 2008 году. В декабре 2007 года снялась для журнала SIM.
В начале августа 2009 года Беркова объявила о своём уходе от продюсера Александра Валова и заявила о своём желании работать в стриптиз-проекте «Варвар шоу», где уже работал её муж Иван. В середине августа 2009 было объявлено о первом выступлении Берковой в составе «Варвар шоу». В конце августа выступления Берковой в составе «Варвар шоу» были отменены, так и не начавшись, без объяснения причин.
14 июня 2011 года Беркова была приговорена к трём годам лишения свободы условно по ч. 2 ст. 228 УК РФ (нарушение правил оборота наркотических средств или психотропных веществ).
В 2012 году планировалась на роль Аллы Пугачёвой в немецком фильме.
Принимала участие в съёмках различного рода музыкальных видеоклипов, как правило эротического и сексуального характера, с такими проектами как группа «Мин Нет», «BeZ B», «Big Black Boots», «Delta pro». В клипе на песню «Прости» (режиссёр — Евгений Курбатов) поп-исполнителя Андрея Лефлера она снималась в паре с другой популярной интернет-персоной — Светой из Иванова, клип и песня (в качестве саундтрека) были использованы в сериале «Радио SEX», вышедшем на канале MTV в ноябре 2012 года, где Беркова также сыграла одну из ролей. В 2015 году снялась в клипе группы «Russell Ray (7Hills)» на песню «Время впритык».
В 2017 году, в рамках своей сольной карьеры певицы, выпустила видеоклип на песню «Стала другой».
11 сентября 2020 года на сайте радиостанции «Эхо Москвы» выступила одним из подписантов обращения против произвола и насилия силовиков в отношении протестующих граждан на протестных акциях в Беларуси.

## Участие в выборах
В марте 2009 года Беркова, находясь на седьмом месяце беременности, заявила о своём намерении участвовать в выборах мэра города Сочи. В интернете появился её предвыборный видеоролик. По словам Берковой, её решение было вызвано желанием «отомстить» другому кандидату Борису Немцову, с которым у неё случился конфликт во время презентации его книги «Исповедь бунтаря». Как сказала Беркова: 
К этому решению меня подтолкнули две причины. Во-первых, желание поднасолить господину Немцову. Когда была презентация его книги, он оскорбил корреспондентку моего канала («Общественное эротическое развлекательное телевидение»), назвав её проституткой. Мы подали на Немцова в суд, но дело пока ничем не закончилось. Ему, прежде чем разбрасываться такими словами, надо сначала посмотреть на себя. Я считаю, что он сам является политической проституткой, и это уже давно всем понятно. Но это, конечно, не основная причина. Я скоро стану матерью. У меня с моим продюсером много идей: в отношении женщин, программы по поддержке материнства. Кроме того, я надеюсь на помощь моих товарищей Дмитрия Грызлова и Алексея Митрофанова.
 Позже Беркова отказалась от участия в выборах, её продюсер Александр Валов объяснил это похищением избирательного залога.

Также в тех выборах пожелали участвовать балерина Анастасия Волочкова, политик Андрей Луговой. По мнению политолога М. Виноградова, выдвижение большого числа кандидатов было нужно для того, чтобы отобрать голоса у Бориса Немцова. Оппозиционный сайт kasparov.ru писал: 
Таким составом кандидатов предполагалось убить сразу двух зайцев: выставить шутом Немцова, а выборы как таковые представить как смешной, но бессмысленный спектакль.
 Директор Центра политической конъюнктуры России Михаил Виноградов выразил мнение, что выдвижение Берковой не вызвано попыткой отнять голоса Немцова: 
Дело, скорее всего, в так называемом „синдроме Брынцалова“ — присоединиться к большой компании, напомнить о себе.
2 ноября 2017 года Беркова заявляла о выдвижении своей кандидатуры на выборах президента РФ и записала видео с «предвыборной программой».

## Участие в единоборствах
С 2016 года Елена посещает спортзал, а с 2022 года тренируется по грэпплингу и боксу. В этом же году начала регулярно участвовать в спортивных шоу, соревнуясь в формате фрик боёв.
Первый поединок провела в январе 2022 года в шоу Epic Fight против блогерши Иришки Чики-Пики, победив её удушающим приёмом. По её словам, до этого она тренировалась всего 2 часа, а само мероприятие было устроено, чтобы привлекать в спорт простых людей. Шоу, видеозапись которого интернет-размещена на сайте YouTube, было раскритиковано как широкой общественностью и интернет-пользователями, так и представителями спорта. Так, основатель лиги USF Сергей Смирнов назвал случившееся «абсолютно аморальным», а спортивный менеджер Наталья Буланова отметила, что «любой восьмиклассник покажет более профессиональный бой». Елена продолжила тренировки и в мае вновь появилась на Epic Fight — её соперницей стала порноактриса Любовь Бушуева (в порноиндустрии известная как Лола Тейлор). Беркова с первых секунд шокировала соперницу ударами и перевела бой в партер, успешно проведя удушающий приём, что сопровождалось сальными репликами комментатора. А в мае 2023 года она провела в том же шоу межгендерный поединок с видеоблогером Николаем Должанским, оформив технический нокаут во втором раунде.
Кроме фрик-боёв Epic Fight, актриса участвовала в спортивном интернет-шоу CarJitsu, участники которого демонстрируют технику бразильского джиу-джитсу для самообороны от нападения в автомобиле. В 2022 году она провела на проекте поединки против имеющих опыт во фрик-боях Даны Борисовой и Олеси Малибу, победив в обеих случаях. Во всех поединках на обоих проектах, кроме дебютного, выходившие против Берковой «бойцы» превосходили её в весе.
В целях медийной популярности Елена Беркова регулярно делает шуточные вызовы на бой, так или иначе связанные с медийными инцидентами. Так, её «жертвами» оказались единоборцы Александр Емельяненко, Магомед Исмаилов и Гаджи Наврузов, футболист Артём Дзюба, комментатор Дмитрий Губерниев, певица Ольга Бузова и балерина Анастасия Волочкова.

## Личная жизнь
Браки:
- Первый муж — Альберт (2000—2003; развод)[28].
- Второй муж — 50-летний бизнесмен Владимир Химченко (28 октября 2005—2007; развод)[28].
- Третий муж — стриптизёр Иван Бельков (11 декабря 2008 — ноябрь 2009; развод)[28].
  - сын Евгений Бельков (род. 2009)[29].
- Четвёртый (сожительство) — Владимир Савро, 14 сентября 2013 года пропал без вести[30][31].
- Пятый муж — актёр Андрей Стоянов (2017—2018; развод)[31].

В 2004 году 19-летняя Беркова стала участницей реалити-шоу «Дом-2». Спустя 2 месяца выяснились скандальные подробности её личной жизни, в том числе съёмки в порнофильмах. К тому времени Беркова состояла в отношениях с другим участником «Дома-2» Романом Третьяковым. Беркова была дисквалифицирована с проекта.
В 2005 году Елена Беркова вышла замуж за Владимира Химченко, в 2007 году они развелись.
11 декабря 2008 года вышла замуж за стриптизёра Ивана Белькова. В конце января 2009 Елена совместно с мужем Иваном организовала шоу-показ «Первая брачная ночь». В рамках шоу супруги вместе показывали стриптиз и, накрывшись одеялом, изображали секс на установленной на сцене клуба кровати.
В 2009 году в одном из московских роддомов Елена родила сына, которого назвали Евгений.
В ноябре 2009 актриса объявила о разводе с Иваном Бельковым и переехала жить к продюсеру группы «На-на» Бари Алибасову.
В 2014 году актриса была замечена в компании опального бизнесмена Рускана Трушанова на его персональной яхте Ace в порту Монако. Пресс-секретарь бизнесмена Никита Г. отрицает всяческие связи с порноактрисой.
В 2017 году Елена вышла замуж за актёра Андрея Стоянова (1974—2022), осенью 2018 года пара рассталась.

## Фильмография
- 2003 — Brittney’s Perversions 2 (Sinsational Pictures) — режиссёр Brittney Skye (сцены: anal, facial)
- 2004 — Brittney’s Perversions 3 (Sinsational Pictures) — режиссёр Brittney Skye (сцены: facial, Bald)
- 2004 — Laced and Loaded 3 (Sinsational Pictures)
- 2004 — Reverse Gang Bang 2 (Sineplex) (сцены: A2M, Bald)
- 2004 — Triple Stacked 2 (Sineplex) (снялась под псевдонимом Jewel)
- 2004 — «Дом-2 или как заняться любовью с Еленой Берковой» (SP Company) — режиссёр Григорий Николаев (сцены: anal, DPP, facial)
- 2005 — Moscou Amateur 23 (Concord), 2005 (сцены: facial)
- 2005 — «Бандитский Петербург. Фильм 7. Передел» — режиссёр Станислав Мареев (12 серий)
- 2005 — «Квартирный отсос» (SP Company), 2005, режиссёр Нестор Петрович (сцены: использована сцена из фильма «Дом 2»)
- 2006 — «Королева порно Tanya Tanya» (Tanya Tanya Film/Jutonish), режиссёр Боб Джек (сцены: MastOnly)
- 2006 — «Сексодром» (сборник/компиляция) (Jutonish) (сцены: эпизоды, нарезки клипов)
- 2007 — «Миша, или Новые приключения Юлии» — режиссёр Александр Валов (эротика, пародия/комедия)
- 2008 — «Елена Беркова — Королева секса» — режиссёр Александр Поляков (эротика, документальный)
- 2008 — «Амазонки предпочитают викингов»/Amazons Prefer Vikings (Tanya Tanya Film/Jutonish), 2008 (снят в 2006) — режиссёр Боб Джек (сцены: anal, DP, DPP, facial)
- 2009 — «Елена Беркова — The porn-star» — режиссёр Александр Поляков (эротика, документальный)
- 2010 — «Елена Беркова — Секс в эфире» — режиссёр Олег Голдуев (эротика, документальный)
- 2011 — «Елена Беркова — Секс со звёздами» — режиссёр Александр Поляков (эротика, документальный)
- 2012 — «Радио SEX» (сериал, MTV)[11]
- 2013 — «Розыск-2» — режиссёр Рустам Мосафир (16 серий, НТВ)
- 2014 — «Свет и тень маяка» (110 серий, НТВ)
- 2014 — «Что творят мужчины-2» (художественный фильм)
- 2015 — «Территория Джа» — режиссёр Алексей Пантелеев (фантастика, фэнтези)[35]
- 2018 — «Всё или ничего» (художественный фильм)

## Видеоклипы
- BeZ B — Ты не дала
- Елена Беркова & группа «Мин Нет» — Это просто секс
- Delta pro — Звезда стриптиза
- Big Black Boots — НиФига себе[36]
- Андрей Лефлер, Лена Беркова, Света из Иваново — Прости (2012)[12][37]
- Russell Ray (7Hills) — Время впритык (2015)[13]
- Елена Беркова — Стала другой (2017)[14]

## Дискография
- Елена Беркова & группа «Мин Нет» — Это просто SEX (2006)[источник не указан 3042 дня]
- Стала другой — EP (2016)[источник не указан 3042 дня]

### Синглы
- Sound Hackers & Елена Беркова — Звезда стриптиза (2010)[источник не указан 3042 дня]